# Ивановский район (Краснодарский край)
Ивановский район — административно-территориальная единица в составе Азово-Черноморского и Краснодарского краёв, существовавшая в 1934—1953 годах. Центр — станица Старонижестеблиевская
Ивановский район был образован, выйдя из состава Славянского района, 28 декабря 1934 года в составе Азово-Черноморского края. В его состав вошли 4 сельсовета: Гришковский, Ивановский, Новомышастовский, Старонижнестеблиевский.
13 сентября 1937 года Ивановский район вошёл в состав Краснодарского края.
22 августа 1953 года Ивановский район был упразднён, а его территория в полном составе передана в Красноармейский район.